# Starostowie powiatu głogowskiego
Starostowie powiatu głogowskiego:

## Pełnomocnicy Rządu na Obwód III w Głogowie (1945)
- Władysław Marzec (10 kwietnia 1945 – lipiec 1945)
- Marian Kozieradzki (lipiec 1945 – grudzień 1945)

## Starostowie (1945 – 1950)
- Marian Kozieradzki (grudzień 1945 – 17 kwietnia 1946)
- Czesław Studnicki (17 kwietnia 1946 – 31 marca 1947)
- Romuald Sawczak (pełniący obowiązki, 1 kwietnia 1947 – 8 sierpnia 1947)
- Kazimierz Dobrzański (8 sierpnia 1947 – 1950)

## Pierwsi Sekretarze Komitetu Powiatowego PZPR (1949 – 1975)
- Franciszek Olszewski (1949)
- Stanisław Garncarczyk (1950)
- Mikołaj Liszewski (1951)
- Andrzej Madej (1952)
- Julian Micorek (1953 – 1959)
- Bogdan Strzelecki (1960 – 1968)
- Ryszard Romaniewicz (1969 – 1975)

## Przewodniczący Prezydium Powiatowej Rady Narodowej (1950 – 1975)
- Kazimierz Dobrzański (1950 – 1952)
- Władysław Bartocha (od 1952)
- Mieczysław Góralczyk
- Bogdan Cuch (1957 – 1972)
- Edward Rybak (1972 – 1974)
- Stanisław Ostręga (1974 – 1975)

## Starostowie (od 1998)
- Andrzej Koliński (1999)
- Krzysztof Rusiecki (2000 – 2002)
- Elżbieta Urbanowicz-Przysiężna (2002 – 2006)
- Anna Brok (2006 – 2010)
- Rafael Rokaszewicz (2010 – 2014)
- Jarosław Dudkowiak (2014–2024)
- Michał Wnuk (od 2024)